# Виборчий округ 55
Виборчий округ 55 — виборчий округ в Донецькій області, який внаслідок збройної агресії на сході України тимчасово перебуває під контролем терористичного угруповання «Донецька народна республіка», а тому вибори в ньому не проводяться. В сучасному вигляді був утворений 28 квітня 2012 постановою ЦВК №82 (до цього моменту існувала інша система виборчих округів). Внаслідок подій 2014 року в цьому окрузі вибори були проведені лише один раз, а саме парламентські вибори 28 жовтня 2012. Станом на 2012 рік окружна виборча комісія цього округу розташовувалась в нежитловому приміщенні за адресою м. Макіївка, вул.Лихачова, 60.
До складу округу входять міста Жданівка і Хрестівка, а також Гірницький і Совєтський райони міста Макіївка. Виборчий округ 55 межує з округом 45 і округом 51 на північному заході, з округом 53 на півночі, з округом 54 на північному сході і на сході, з округом 61 на південному сході, з округом 41 на півдні і на південному заході та з округом 56 і округом 42 на заході. Виборчий округ №55 складається з виборчих дільниць під номерами 140908-140929, 142016-142077, 142108-142143 та 142442.

## Народні депутати від округу
| Ім'я                        | Фото | Партія          | Скликання | Дата набуття повноважень | Дата припинення повноважень |
| --------------------------- | ---- | --------------- | --------- | ------------------------ | --------------------------- |
| Омельченко Валерій Павлович |      | Партія регіонів | 7-ме      | 12 грудня 2012           | 27 листопада 2014           |

## Результати виборів
Кандидати-мажоритарники:
- Омельченко Валерій Павлович (Партія регіонів)
- Нагорний Тимофій Олександрович (самовисуванець)
- Ложечкін Вадим Сергійович (Комуністична партія України)
- Бєліков Юрій Миколайович (Батьківщина)
- Новиков Станіслав Олегович (УДАР)
- Кисельов Юрій Анатолійович (самовисуванець)